# Кристијан Стуани
Кристијан Рикардо Стуани Карбело (шп. Cristhian Ricardo Stuani Curbelo; Тала, 12. октобар 1986) професионални је уругвајски фудбалер који игра на позицији нападача.
Био је репрезентативац Уругваја са којим је играо на два светска првенства и на неколико турнира Копа Америке.

## Клупска каријера
Стуани је професионалну играчку каријеру започео у редовима екипе Данубија из Монетвидеа са којом се такмичио у уругвајској првој лиги. Након четири године проведене у Данубију, у јануару 2007. одлази у Италију и поптисује четворогодишњи уговор са екипом Ређине за коју наредне две сезоне наступа у Серији А. Потом у лето 2009. као позајмљен играч одлази у шпанског друголигаша Албасете где је на 39 одиграних утакмица постигао чак 22 гола. У Шпанији остаје и наредне две сезоне, где у својству позајмљеног играча наступа за прволигашке екипе Леванте и Расинг. а потом у августу 2012. потписује четворогодишњи уговор са екипом Еспањола из Барселоне. Током три сезоне проведене у Еспањолу одиграо је укупно 117 утакмица и постигао 29 голова. 
У августу 2015. за 4 милиона евра прелази у енглески Мидлсбро за који игра наредне две сезоне, прво у Чемпионшипу, а потом и у Премијер лиги. 
У јуну 2017. Стуани се враћа у Шпанију и поптисује трогодишњи уговор са новим прволигашем Ђироном, вредан 2,5 милиона евра. Сезону 2017/18. у шпанском првенству окончао је као најбољи стрелац свог тима и укупно пети стрелац лиге са 21 постигнутим голом. 

## Репрезентативна каријера
Прву званичну утакмицу за репрезентацију Уругваја одиграо је 14. новембра 2012. против Пољске, док први погодак у националном дресу постиже годину дана касније (10. септембар 2012) у квалификацијама за СП 2014. против Колумбије. 
На светским првенствима дебитује у Бразилу 2014. где је одиграо све четири утакмице за свој тим. Потом је играо и на турниру Копа Америка 2015, а у саставу репрезентације био је и на Светском првенству 2018. у Русији.